# Cheilosia derasa
Cheilosia derasa es una especie de sírfido. Se distribuyen por Europa.